# 札仙広福
札仙広福（さっせんひろふく、さつせんひろふく）は、日本の地方中枢都市である札幌市（北海道）、仙台市（宮城県）、広島市（広島県）、福岡市（福岡県）の4市をひとまとめにして表す言葉。1970年代後半頃から都市工学界などで使用され始めた。

## 概要
| 札幌市 |  | 大通公園（2012年10月）  |
| 札幌市 |  | 大通公園 （2012年10月） |

| 仙台市 |  | 東二番丁通り（2012年5月）  |
| 仙台市 |  | 東二番丁通り （2012年5月） |

| 広島市 |  | 相生通り（2017年4月）  |
| 広島市 |  | 相生通り （2017年4月） |

| 福岡市 |  | 渡辺通り（2008年8月）  |
| 福岡市 |  | 渡辺通り （2008年8月） |

日本を三大都市圏と地方圏に分けた場合、地方圏における都市類型の1つとして、「札仙広福」という用語がある。それは、
札幌市（北緯43度3分43.2秒 東経141度21分15.6秒 / 北緯43.062000度 東経141.354333度）
仙台市（北緯38度16分5.3秒 東経140度52分9.9秒 / 北緯38.268139度 東経140.869417度）
広島市（北緯34度23分7秒 東経132度27分19秒 / 北緯34.38528度 東経132.45528度）
福岡市（北緯33度35分24.4秒 東経130度24分6.1秒 / 北緯33.590111度 東経130.401694度）
の4市の頭文字をまとめたものであり、これらは都市地理学において「広域中心都市」とされ、各都市は行政・経済などにおいて、おおよそその所属地方に及ぶ広域的な管轄地域（テリトリー）を持っている。これらの都市は各地方における支店経済都市として機能しており、東京・大阪・名古屋の三大都市圏都府県庁所在地（その多くは東京）に本社を置く企業がその地方を管轄する支社を置くことが多い。また、省庁の地方支分部局 （出先機関）や、電力会社やガス会社など、その地方をブロックとするインフラ会社の本社が置かれることが一般的である。
高度経済成長期にあたる1969年（昭和44年）策定の新全国総合開発計画（新全総）では、札幌都市圏、仙台都市圏、広島都市圏、福岡・北九州都市圏（福岡都市圏および北九州都市圏）の4つの都市圏が、札仙広福に対して「東名阪」（とうめいはん）とも言われている、東京・大阪・名古屋の三大都市圏に次ぐ「地方中枢都市圏」とされており、これら4都市圏を指して札仙広福とする場合もある。

## 経緯
札仙広福の各都市の市域において、当地が現在の名前となった年とそのきっかけとなった出来事、市制施行された年、政令指定都市となった年を示す。
| 都市   | 命名（年） | きっかけとなった出来事                                             | 市制施行（年） | 政令指定都市化（年） |
| ------ | ---------- | ------------------------------------------------------------------ | -------------- | -------------------- |
| 札幌市 | 1869年     | 開拓使が置かれ、当地を石狩国札幌郡とした                           | 1922年         | 1972年               |
| 仙台市 | 1601年     | 伊達政宗が居城を千代城に決めて縄張りを始め、仙臺城に改名           | 1889年         | 1989年               |
| 広島市 | 1589年     | 毛利輝元が居城を新規築城する際、廣嶋城と命名                       | 1889年         | 1980年               |
| 福岡市 | 1601年     | 黒田長政が居城を新規築城する際、縁の備前国福岡に因んで福岡城と命名 | 1889年         | 1972年               |

明治維新から1世紀弱後、「工業開発」と「中枢管理機能論」を理論的柱とする全国総合開発計画（全総。1962年策定）により、六大都市（旧東京市・横浜市・名古屋市・京都市・大阪市・神戸市）が、工業および中枢管理機能の両者を充実して高度経済成長し、三大都市圏へと成長する一方、工業にあまり依存せずに中枢管理機能の充実により高次都市機能を得たのが、札仙広福であった。
札仙広福は、明治以来の政治的中枢管理機能の集積、各地方に詳しい地元流通業者の存在、そして、その地理上の位置が各企業に注目されて、販売およびアフターサービスのための拠点的支所（支店）が置かれ、本社機能があまりない経済的中枢管理機能の集積が進んだ。このため「支店経済都市」とも呼ばれる。この傾向により、三大都市（東京都区部・名古屋市・大阪市）、札仙広福、その他の都市という3階層性が、1970年（昭和45年）に行った統計を分析することで明確となり、高度経済成長期が終わって安定成長期に入った1970年代後半以降に「札仙広福」という用語が広く使用されるようになった。
高度経済成長を牽引した四大工業地帯（京浜・中京・阪神・北九州）では、前3者の中心都市（東京・名古屋・大阪）が三大都市圏でも同様に中心都市へと成長していった。残る北九州工業地帯ではプライメイトシティが無く、関門六市が互いに並列していたが、これら6市のうち福岡県内に位置する5市が合併して1963年（昭和38年）に北九州市（北緯33度53分0.2秒 東経130度52分30.7秒 / 北緯33.883389度 東経130.875194度）となった。同市は1969年（昭和44年）策定の新全総において「地方中枢都市圏」（札幌、仙台、広島、北九州・福岡の4都市圏）に含まれたものの、北九州・福岡都市圏で中枢管理機能は福岡市に集中したため、「広域中心都市」すなわち「札仙広福」の一角には含まれなかった。
1940年（昭和15年）と1947年（昭和22年）の国勢調査における現市域にあたる人口を比べると、北九州市は原爆被害を受けた広島市より大きく人口を減らしたが、それでも「札仙広福」より人口が多い大都市として復活した。また、三大都市圏以外で初の政令指定都市であり、1970年（昭和45年）国勢調査まで「札仙広福」4市のいずれをも圧倒していた。国調人口において「札仙広福」4市が北九州市を抜いたのは、1975年（昭和50年）の札幌市が初であり、以後、1980年（昭和55年）に福岡市、1990年（平成2年）に広島市、2005年（平成17年）に仙台市が各々抜いた。なお、「札仙広福」4市が現在のような「札・福・広・仙」の国調人口順になったのは1975年（昭和50年）以降であり、それ以前は順番の入れ替わりが何度もあった。

### 国勢調査人口の変遷
国勢調査人口（単位：万人）
現市域にあたる地域の国勢調査合算値（単位：万人）

## 札仙広福の変化
「札仙広福」は、4市あるいは4経済地域の頭文字を北から順に列挙して命名されているが、中枢管理機能の集積度で比べると順序は異なってくる。

### 支社数
支社数で見ると、1970年（昭和45年）には通勤圏（都市圏）人口に等しい、福岡＞札幌＞広島＞仙台という順番であったが、現在では福岡市がその他の3市から抜きん出た存在になっている。また、長らく4市中最下位だった仙台市が、1989年（平成元年）の政令指定都市化に伴って1990年（平成2年）以降4市中第2位の位置に定着している。他方、札幌市が1990年（平成2年）以降最下位に転落し、2005年（平成17年）には広島市が入れ替わりで最下位になったものの、2006年（平成18年）の調査では、福岡市（1,075所）、仙台市（871所）、広島市（773所）、札幌市（704所）の順に戻った。
支社数の福岡＞仙台＞広島＞札幌という順は、九州7県、東北6県、中国5県、北海道1道という背後ブロック圏の人口や経済規模の順と同じである。これは、支社の管轄エリアが、地方中枢都市の通勤圏（都市圏）から、背後ブロック圏（経済圏）へと拡大したためと見られている。なお、広島の経済的中枢管理機能の相対的低下は、中国地方が大阪と福岡により分割して管轄される例が出てきたこと、あるいは、1988年（昭和63年）の瀬戸大橋や接続高速道路等の供用開始で東瀬戸経済圏が興隆したことを原因と見る向きがある。

### 本社数
2009年（平成21年）の東京証券取引所上場企業本社数調査 では、福岡44社、札幌32社、広島16社、仙台13社となっており、通勤圏（都市圏）人口に等しい、福岡＞札幌＞広島＞仙台という順番を維持している。
| 都市     | 東証プライム | 東証プライム | 東証スタンダード | 東証スタンダード | 東証グロース | 東証グロース |
| 都市     | 社数         | 社名 | 社数             | 社名 | 社数         | 社名 |
| -------- | ------------ | --- | ---------------- | --- | ------------ | --- |
| 札幌市   | 9            | 北の達人コーポレーション ツルハHD 北洋銀行 北海道銀行 北海道ガス アインHD カナモト ニトリHD アークス | 17               | ホクリヨウ 土屋HD 北海道コカ・コーラボトリング 北雄ラッキー 丸千代山岡家 サツドラHD エコミック CE HD メディカルシステムネットワーク SDエンターテイメント フルテック キムラ イオン北海道 総合商研 クワザワHD 進学会HD 札幌臨床検査センター                                                   | 3            | エコモット リビングプラットフォーム LIFE CREATE |
| 仙台市   | 6            | ユアテック 高速 カメイ 七十七銀行 フィデアHD 東北電力 | 6                | ホットマン トスネット じもとHD 植松商会 やまや サトー商会 | 1            | レナサイエンス |
| 広島市   | 6            | ビーアールHD 中電工 ひろぎんHD イズミ 中国電力 広島ガス | 11               | 福留ハム あじかん 戸田工業 西川ゴム工業 横田製作所 ポプラ ジェイ・エム・エス ドリームベッド 研創 広島電鉄 コンセック | 4            | アスカネット データホライズン アクアライン ラクサス・テクノロジーズ |
| 福岡市   | 17           | 三井松島HD 九電工 ワールドHD コスモス薬品 力の源HD 新日本製薬 正興電機製作所 ヤマエグループHD 西日本フィナンシャルHD リックス ロイヤルHD MrMaxHD ふくおかフィナンシャルグループ 西日本鉄道 九州旅客鉄道 九州電力 西部ガスHD | 22               | 富士ピー・エス 鳥越製粉 きょくとう イオン九州 ピエトロ グッドライフカンパニー アプライド OCHI HD コーセーアールイー トラストHD 日創プロニティ フォーシーズHD サニックスHD ヤマウHD ニッポンインシュア FC HD 日本タングステン テノ. HD 南陽 はせがわ 九州リースサービス ヤマシタヘルスケアHD | 11           | トランスジェニック ベガコーポレーション ピー・ビーシステムズ アイキューブドシステムズ ヌーラボ Fusic QPS研究所 ホープ 売れるネット広告社グループ メディア総研 トライアルHD |
| 北九州市 | 6            | TOTO 黒崎播磨 安川電機 三井ハイテック 小野建 ゼンリン | 10               | 高田工業所 YE DIGITAL シダー ナフコ 大石産業 ウチヤマHD 岡野バルブ製造 マツモト 井筒屋 スターフライヤー | 0            | |

### 一極集中
札幌市・仙台市は、北海道・東北の各ブロックあるいは北海道・宮城県の各道県の中で、政治・経済・文化・人口など社会における資本・資源・活動が各都市へ一極集中していることが問題視されることがある。北海道・東北は両地方とも札幌市・仙台市の他に人口35万人以上の都市が存在せず、明白な一極集中の様相となっている。
九州は福岡市の他にも北九州市・熊本市の2市が政令指定都市であり、北海道・東北ほどは首位都市以外が弱い状況ではない。ただし、1970年代まで九州最多の人口であった北九州市は政令指定都市の中では人口減が激しく、人口増が安定的な福岡市との差が広がり続けており一極集中化が問題視されることがある。
広島市は中国地方ないしは中国・四国地方内での一極集中が問題視されることはほとんどない。理由として、中国・四国地方の交通の拠点となっている隣県・岡山県の岡山市・倉敷市を中心とした岡山都市圏が広島都市圏とほぼ拮抗した人口で存在すること、上記2都市圏に加えて広島県東部の福山都市圏や瀬戸内海対岸の松山都市圏、四国地方の高等裁判所が置かれる高松都市圏、鳥取県西部と島根県東部を包括する中海・宍道湖・大山圏域など、人口60万人以上の都市圏が多数存在することが挙げられる。むしろ、中国地方が人口規模の大きい京阪神大都市圏と北九州・福岡大都市圏に挟まれていることで広島都市圏の求心力が低下していることが問題視されることがある。

## 統計

### 直近
| 統計   | 2020年     | 直近          | 直近         | 2020年          | 2020年          | 2020年度              | 2020年度              | 2020年度           | 2020年    | 2020年             |
| 市     | 面積 (km2) | 総人口 （人） | 集 積 度 (%) | 国勢調査 （人） | 国勢調査 （人） | 市内総生産 （生産側） | 市内総生産 （生産側） | 1人当たり 市民所得 | 10%都市圏 | 最高 路線価 （m2） |
| 市     | 面積 (km2) | 総人口 （人） | 集 積 度 (%) | 夜間 人口       | 昼間 人口       | 名目                  | 実質                  | 1人当たり 市民所得 | 人口      | 最高 路線価 （m2） |
| ------ | ---------- | ------------- | ------------ | --------------- | --------------- | --------------------- | --------------------- | ------------------ | --------- | ------------------ |
| 札幌   | 1,121.26   | 1,956,164     | 39           | 1,973,395       | 1,968,338       | 7兆2547億円           | 7兆497億円            | 271.6万円          | 234.4万人 | 572万円            |
| 仙台   | 786.35     | 1,094,530     | 13.5         | 1,096,704       | 1,154,586       | 5兆0385億円           | 4兆8693億円           | 306.0万円          | 162.1万人 | 318万円            |
| 広島   | 906.69     | 1,175,236     | 16.9         | 1,200,754       | 1,213,104       | 5兆1980億円           | 5兆1565億円           | 312.3万円          | 143.7万人 | 329万円            |
| 北九州 | 491.69     | 901,799       | 7.3          | 939,029         | 959,146         | 3兆6509億円           | 3兆5247億円           | 261.2万円          | 131.3万人 | 65万円             |
| 福岡   | 343.46     | 1,667,944     | 13.4         | 1,612,392       | 1,769,643       | 7兆5235億円           | 7兆3032億円           | 302.9万円          | 266.7万人 | 880万円            |

※ 総人口の統計方式は、札幌市が登録人口、他の4市は推計人口
※ 所属地方は札幌市が北海道1道、仙台市が東北6県、広島市が中国5県、北九州市と福岡市が九州7県（沖縄県除く）。
※ 「集積度」は、所属地方に占める当該市の総人口における百分率。

### 市内総生産の変遷
市内総生産（名目）（単位：十億円）
市内総生産（実質：連鎖方式）（単位：十億円）

### 2005年
| 市 （2005年） | 市 （2005年） | 市 （2005年） | 10%都市圏 （2005年） | 10%都市圏 （2005年） | 1.5%都市圏 （2005年） | 1.5%都市圏 （2005年） | 2時間圏 （2001年） | 2時間圏 （2001年） |
| ------------- | ------------- | ------------- | -------------------- | -------------------- | --------------------- | --------------------- | ------------------ | ------------------ |
| 札幌          | 188万人       | 7.1兆円       | 福岡                 | 241万人              | 福北                  | 559万人               | 福岡               | 860万人            |
| 福岡          | 140万人       | 7.2兆円       | 札幌                 | 233万人              | 札幌                  | 261万人               | 仙台               | 480万人            |
| 広島          | 116万人       | 5.0兆円       | 仙台                 | 157万人              | 仙台                  | 229万人               | 広島               | 400万人            |
| 仙台          | 103万人       | 4.3兆円       | 広島                 | 142万人              | 広島                  | 206万人               | 札幌               | 370万人            |

| 県 / 支庁 （2005年） | 県 / 支庁 （2005年） | 県 / 支庁 （2005年） | 地方 （2005年）    | 地方 （2005年） | 地方 （2005年） |
| -------------------- | -------------------- | -------------------- | ------------------ | --------------- | --------------- |
| 福岡（福岡県）       | 505万人              | 18.1兆円             | 福岡（九州地方）   | 1,342万人       | 44.5兆円        |
| 広島（広島県）       | 288万人              | 12.0兆円             | 仙台（東北地方）   | 963万人         | 33.0兆円        |
| 仙台（宮城県）       | 236万人              | 8.5兆円              | 広島（中国地方）   | 768万人         | 29.8兆円        |
| 札幌（石狩振興局）   | 231万人              | 兆円                 | 札幌（北海道地方） | 563万人         | 19.7兆円        |

- 人口は2005年（平成17年）国勢調査に基づく。
- 「福北」は、「北九州・福岡大都市圏」のこと。
- 「石狩振興局」は、同局管内を示す。同局は石狩支庁を受け継いで2010年（平成22年）4月1日に設置された。
- 広域中心都市の各管轄地方は、「背後ブロック圏[20]」「テリトリー[5]」とも呼ばれる。福岡の背後ブロック圏（テリトリー）は、九州地方とする見方や九州に沖縄県を加えた九州・沖縄地方とする見方などがある。九州・沖縄地方の人口は1,472万人。その他、東北地方に新潟県を含める場合は1,207万人、中国・四国地方は1,176万人。

## 1970年以降の都市開発
札仙広福は、1970年以降に各々政令指定都市に移行し、新幹線などの交通インフラなども整えられていった。また、大規模な博覧会や新駅開発に合わせて副都心開発も行っている。
凡例
：空港整備
：港湾整備
：鉄道整備
：道路整備
無印：その他
|            |            | 札幌市                                          | 仙台市                                                | 広島市                                              | 福岡市                                                              |
| ---------- | ---------- | ----------------------------------------------- | ----------------------------------------------------- | --------------------------------------------------- | ------------------------------------------------------------------- |
| 1969年まで | 1969年まで | 千歳空港                                        | 仙台空港                                              | 広島西飛行場                                        | 板付空港（米軍）                                                    |
| 1971年     | 7月17日    |                                                 | 仙台港開港                                            |                                                     |                                                                     |
| 1971年     | 12月4日    | 札幌西IC供用開始                                |                                                       |                                                     |                                                                     |
| 1971年     | 12月16日   | 地下鉄南北線開業                                |                                                       |                                                     |                                                                     |
| 1972年     | 2月        | 札幌オリンピック                                |                                                       |                                                     |                                                                     |
| 1972年     | 4月1日     | 政令市移行                                      |                                                       |                                                     | 政令市移行                                                          |
| 1972年     | 4月        |                                                 |                                                       |                                                     | 福岡空港開業 （米軍から返還）                                       |
| 1972年     | 9月1日     | 特定都区市内導入                                | 特定都区市内導入                                      | 特定都区市内導入                                    | 特定都区市内導入                                                    |
| 1973年     | 9月9日     | 新札幌駅開業 （新札幌副都心開発）               |                                                       |                                                     |                                                                     |
| 1973年     | 11月27日   |                                                 | 仙台南IC供用開始                                      |                                                     |                                                                     |
| 1974年     | 4月1日     |                                                 |                                                       |                                                     | 福岡近郊区間導入                                                    |
| 1975年     | 3月10日    |                                                 |                                                       | 山陽新幹線開通 （東海道・山陽新幹線）               | 山陽新幹線開通 （東海道・山陽新幹線）                               |
| 1975年     | 3月13日    |                                                 |                                                       |                                                     | 福岡IC供用開始                                                      |
| 1975年     | 11月28日   |                                                 | 仙台宮城IC・泉IC供用開始                              |                                                     |                                                                     |
| 1976年     | 6月10日    | 地下鉄東西線開業                                |                                                       |                                                     |                                                                     |
| 1978年     | 3月18日    |                                                 | 仙台駅ビル開業                                        |                                                     |                                                                     |
| 1980年     | 4月1日     |                                                 |                                                       | 政令市移行                                          |                                                                     |
| 1980年     | 10月1日    | 千歳空港駅開業                                  |                                                       |                                                     |                                                                     |
| 1980年     | 10月20日   |                                                 |                                                       |                                                     | 福岡高速1号開通                                                     |
| 1981年     | 2月1日     |                                                 | 仙台南有料道路開通                                    |                                                     |                                                                     |
| 1981年     | 7月26日    |                                                 |                                                       |                                                     | 地下鉄空港線部分開業                                                |
| 1982年     | 4月20日    |                                                 |                                                       |                                                     | 地下鉄箱崎線開業                                                    |
| 1982年     | 6月23日    |                                                 | 東北新幹線開通                                        |                                                     |                                                                     |
| 1982年     | 8月        | 札幌港供用開始                                  |                                                       |                                                     |                                                                     |
| 1983年     | 3月13日    |                                                 |                                                       | 広島北IC供用開始                                    |                                                                     |
| 1983年     | 3月22日    |                                                 |                                                       |                                                     | 空港線・筑肥線直通開業 （姪浜再開発）                               |
| 1983年     | 5月14日    |                                                 | 仙台西道路開通                                        |                                                     |                                                                     |
| 1986年     | 3月25日    |                                                 |                                                       | 安芸府中道路部分開通                                |                                                                     |
| 1987年     | 7月15日    |                                                 | 地下鉄南北線開業 （長町副都心開発）                   |                                                     |                                                                     |
| 1987年     | 9月9日     |                                                 | 東北自動車道全通                                      |                                                     |                                                                     |
| 1988年     | 3月25日    |                                                 |                                                       | 広島IC供用開始                                      |                                                                     |
| 1988年     | 7月20日    | 新千歳空港開港 （滑走路3,000m化）               |                                                       |                                                     |                                                                     |
| 1988年     | 12月2日    | 地下鉄東豊線開業                                |                                                       |                                                     |                                                                     |
| 1989年     | 4月1日     |                                                 | 市制100周年                                           | 市制100周年                                         | 市制100周年                                                         |
| 1989年     | 4月1日     | 政令市移行                                      |                                                       |                                                     |                                                                     |
| 1989年     | 夏季       |                                                 | グリーンフェア （泉中央副都心開発）                   | 海と島の博覧会 （商工センター開発）                 | アジア太平洋博覧会 （シーサイドももち開発）                         |
| 1992年     | 7月1日     | 新千歳空港駅開業                                |                                                       |                                                     |                                                                     |
| 1992年     | 7月15日    |                                                 | 地下鉄南北線泉中央駅延伸                              |                                                     |                                                                     |
| 1993年     | 3月3日     |                                                 |                                                       |                                                     | 福岡空港駅開業                                                      |
| 1993年     | 10月29日   |                                                 |                                                       | 新・広島空港開業                                    |                                                                     |
| 1994年     | 3月30日    |                                                 | 仙台東部道路開通                                      |                                                     |                                                                     |
| 1994年     | 8月20日    |                                                 |                                                       | アストラムライン開業                                |                                                                     |
| 1994年     | 10月       |                                                 |                                                       | 広島アジア大会 （西風新都開発）                     |                                                                     |
| 1995年     |            |                                                 | 仙台塩釜港（仙台港） 中核国際港湾指定                 | 広島港 中核国際港湾指定                             | 北部九州（博多港） 中枢国際港湾指定                                 |
| 1997年     | 3月22日    |                                                 | 秋田新幹線開通 （東北・秋田新幹線）                   |                                                     |                                                                     |
| 1997年     | 3月27日    |                                                 | 三陸自動車道開通                                      |                                                     |                                                                     |
| 1998年     | 3月        |                                                 | 仙台空港 滑走路3,000m化                               |                                                     |                                                                     |
| 1999年     | 3月27日    |                                                 |                                                       |                                                     | 高速2号線・太宰府IC開通                                             |
| 2000年     | 3月11日    |                                                 | 仙石線地下新線開業                                    |                                                     |                                                                     |
| 2001年     | 1月25日    |                                                 |                                                       | 広島空港 滑走路3,000m化                             |                                                                     |
| 2001年     | 8月1日     |                                                 | 仙台東部道路全通 仙台南部道路全通                     |                                                     |                                                                     |
| 2001年     | 10月2日    |                                                 |                                                       | 高速4号線開通                                       |                                                                     |
| 2001年     | 10月13日   |                                                 |                                                       |                                                     | 高速1号線・福岡前原道路 開通                                        |
| 2002年     | 3月10日    |                                                 |                                                       |                                                     | 高速4号線・福岡IC開通                                               |
| 2002年     | 5月19日    |                                                 | 仙台北部道路開通                                      |                                                     |                                                                     |
| 2002年     | 6月        | FIFAワールドカップ                              | FIFAワールドカップ                                    |                                                     |                                                                     |
| 2002年     | 10月5日    |                                                 |                                                       | 広島シティネットワーク設定                          |                                                                     |
| 2003年     | 7月7日     |                                                 |                                                       |                                                     | 千早駅開業（香椎副都心計画）                                        |
| 2005年     | 2月3日     |                                                 |                                                       |                                                     | 地下鉄七隈線開業                                                    |
| 2007年     | 3月18日    |                                                 | 仙台空港駅開業                                        |                                                     |                                                                     |
| 2007年     | 4月        |                                                 |                                                       |                                                     | 福岡アイランドシティ概成                                            |
| 2010年     | 3月27日    |                                                 | 仙台北部道路全通 （ぐるっ都・仙台完成）               |                                                     |                                                                     |
| 2010年     | 4月26日    |                                                 |                                                       | 高速2号線開通 （高速1号線と直結）                   |                                                                     |
| 2010年     | 12月4日    |                                                 | 東北新幹線全通                                        |                                                     |                                                                     |
| 2011年     | 3月12日    |                                                 |                                                       | 九州新幹線（鹿児島ルート）開通 （山陽・九州新幹線） | 九州新幹線（鹿児島ルート）開通 （山陽・九州新幹線）                 |
| 2011年     | 4月29日    |                                                 |                                                       |                                                     | 福岡外環状道路完成                                                  |
| 2012年     | 7月21日    |                                                 |                                                       |                                                     | 福岡高速環状線完成                                                  |
| 2014年     | 3月26日    |                                                 |                                                       | 高速3号線開通 （広島南道路）                        |                                                                     |
| 2014年     | 4月1日     |                                                 | 仙台近郊区間導入                                      |                                                     |                                                                     |
| 2014年     | 11月       |                                                 |                                                       |                                                     | 国家戦略特区による航空法高さ制限緩和承認開始 （天神ビッグバン計画） |
| 2015年     | 3月14日    |                                                 |                                                       | 新白島駅開業                                        |                                                                     |
| 2015年     | 5月30日    |                                                 | 仙石東北ライン開業                                    |                                                     |                                                                     |
| 2015年     | 12月6日    |                                                 | 地下鉄東西線開業                                      |                                                     |                                                                     |
| 2015年     | 12月20日   | 札幌市電ループ化開業 (都心線・狸小路停留場開業) |                                                       |                                                     |                                                                     |
| 2016年     | 3月26日    | 北海道新幹線開通 （東北・秋田・北海道新幹線）   | 北海道新幹線開通 （東北・秋田・北海道新幹線）         |                                                     |                                                                     |
| 2016年     | 12月       |                                                 |                                                       | 広島駅南口再開発工事完了                            |                                                                     |
| 2017年     | 3月4日     |                                                 |                                                       | 可部線延伸 （電化復活）                             |                                                                     |
| 2018年     | 11月17日   | 苗穂駅移転                                      |                                                       |                                                     |                                                                     |
| 2019年     | 9月        | ラグビーワールドカップ                          |                                                       |                                                     |                                                                     |
| 2019年     | 11月30日   |                                                 | 東部復興道路開通                                      |                                                     |                                                                     |
| 2021年     | 2月5日     |                                                 | 仙台駅東口ビル開業                                    |                                                     |                                                                     |
| 2021年     | 3月27日    |                                                 |                                                       |                                                     | 福岡高速6号線開通                                                   |
| 2021年     | 7 - 8月    | 東京オリンピック （サッカー競技、マラソン）     | 東京オリンピック （サッカー）                         |                                                     |                                                                     |
| 2021年     | 12月18日   |                                                 | 三陸沿岸道路全通                                      |                                                     |                                                                     |
| 2022年     | 9月23日    |                                                 |                                                       |                                                     | 西九州新幹線部分開業                                                |
| 2023年     | 3月27日    |                                                 |                                                       |                                                     | 地下鉄七隈線延伸開業                                                |
| 2025年     | 3月20日    |                                                 |                                                       |                                                     | 福岡空港第2滑走路増設                                               |
| 2025年     | 3月24日    |                                                 |                                                       | 広島駅ビル開業                                      |                                                                     |
| 2025年     | 8月3日     |                                                 |                                                       | 広島電鉄駅前大橋線開業                              |                                                                     |
| 2029年     |            |                                                 | 仙台貨物ターミナル駅移転予定 （広域防災拠点整備事業） |                                                     | 高速3号線延伸開通予定                                               |
| 2031年     | 春         | 北海道新幹線札幌延伸予定                        |                                                       |                                                     |                                                                     |
|            |            | 札幌市                                          | 仙台市                                                | 広島市                                              | 福岡市                                                              |

## 連携活動
バブル景気が崩壊し（参照）、21世紀の国土のグランドデザイン（五全総）の策定を前にした1994年（平成6年）2月、札幌・仙台・広島・福岡の4市に事務所を置く4つの経済同友会（北海道経済同友会・仙台経済同友会・広島経済同友会・福岡経済同友会）の関係者らが集まる第1回「北海道・仙台・広島・福岡経済同友会 四極フォーラム」が札幌で開催され、これ以降、年1回持ち回り開催された。五全総が1998年（平成10年）3月31日に閣議決定されて初期の目的が達成されたことから、持ち回り開催が2巡した第8回（2000年度）をもって同フォーラムは閉幕した。
2001年（平成13年）10月からは規模を縮小し、4経済同友会の役員らが集まる「札仙広福・四極円卓会議」が毎年持ち回り開催されている。

## 高等教育機関
戦前から札幌、仙台、福岡には帝国大学が設置され、広島にも高等師範学校および文理科大学が設置されていた。福岡と広島は高等中学校（のちの旧制高等学校）誘致において19世紀に熊本（五高）と岡山（六高）にそれぞれ敗れたこともあったが、20世紀になって福岡（福高）と広島（広高）にも設置された。
| 都市   | 前身 | 大学       | 創立   | 大学設置 | 学部                                                                |
| ------ | --- | ---------- | ------ | -------- | ------------------------------------------------------------------- |
| 札幌市 | 札幌農学校 →東北帝国大学農科大学 →北海道帝国大学 | 北海道大学 | 1876年 | 1918年   | 理・工・医・歯・薬・農・獣医・水産 法・文・経済・教育               |
| 仙台市 | 東北帝国大学 仙台工業専門学校 第二高等学校 宮城師範学校 宮城青年師範学校                                                                                | 東北大学   | 1907年 | 1907年   | 理・工・医・歯・薬・農 法・文・経済・教育                           |
| 広島市 | 広島文理科大学 広島工業専門学校 広島市立工業専門学校 広島高等学校 広島文理科大学附属広島高等師範学校 広島女子高等師範学校 広島師範学校 広島青年師範学校 | 広島大学   | 1874年 | 1949年   | 理・工・医・歯・薬・生物生産・情報科学 法・文・経済・教育・総合科学 |
| 福岡市 | 京都帝国大学福岡医科大学 →九州帝国大学 福岡高等学校 | 九州大学   | 1911年 | 1911年   | 理・工・医・歯・薬・農・芸工 法・文・経・教育・共創                 |

## 文化・スポーツ

### プロフェッショナル
1993年（平成5年）に日本プロサッカーリーグ（Jリーグ）が開幕し、広島は札仙広福で唯一オーケストラ、野球、サッカーの3つのプロ団体を抱えることになった。
2005年（平成17年）にプロ野球に新規参入した東北楽天ゴールデンイーグルスが、仙台市の宮城球場に本拠地をおきプロ野球地域保護権を宮城県に設定したことで、オケ・野球・サッカーのプロ団体が札仙広福4都市に揃うことになった。北海道日本ハムファイターズは2023年に札幌市の札幌ドームから北広島市のエスコンフィールドHOKKAIDOへ本拠地を移したが、札幌都市圏からは離れていない。
男子バスケットボールは日本プロバスケットボールリーグ（bjリーグ）とナショナル・バスケットボール・リーグ（NBL）が並立していたが、2016年に2リーグが統合しジャパン・プロフェッショナル・バスケットボールリーグ（Bリーグ）が発足した。札仙広福4都市のチームがBリーグに参加し、オケ・野球・サッカー・バスケの4つのプロ団体が揃うことになった。

#### オーケストラ
常設かつ日本オーケストラ連盟正会員の団体を示す。統計は同連盟が公表している2004年度以降を記す。
| 都市   | 楽団名                       | 創立   | グラフの色 |
| ------ | ---------------------------- | ------ | ---------- |
| 札幌市 | 札幌交響楽団                 | 1961年 |            |
| 仙台市 | 仙台フィルハーモニー管弦楽団 | 1978年 |            |
| 広島市 | 広島交響楽団                 | 1972年 |            |
| 福岡市 | 九州交響楽団                 | 1953年 |            |

年度別の総入場者数（単位：人）
※ 多くの楽団が総入場者数を概数発表から実数発表に切り替えているが、その開始年度は札響が2005年度、仙台フィルが2009年度、広響が2007年度である。なお、九響は2015年度時点で概数発表のままであり、切り替えていない。
年度別の事業活動収入合計（単位：億円）
※ 発表される総収入が、年間収入合計から事業活動収入合計に切り替えられており、札響が2006年度、他の3団体は2011年度になされた。

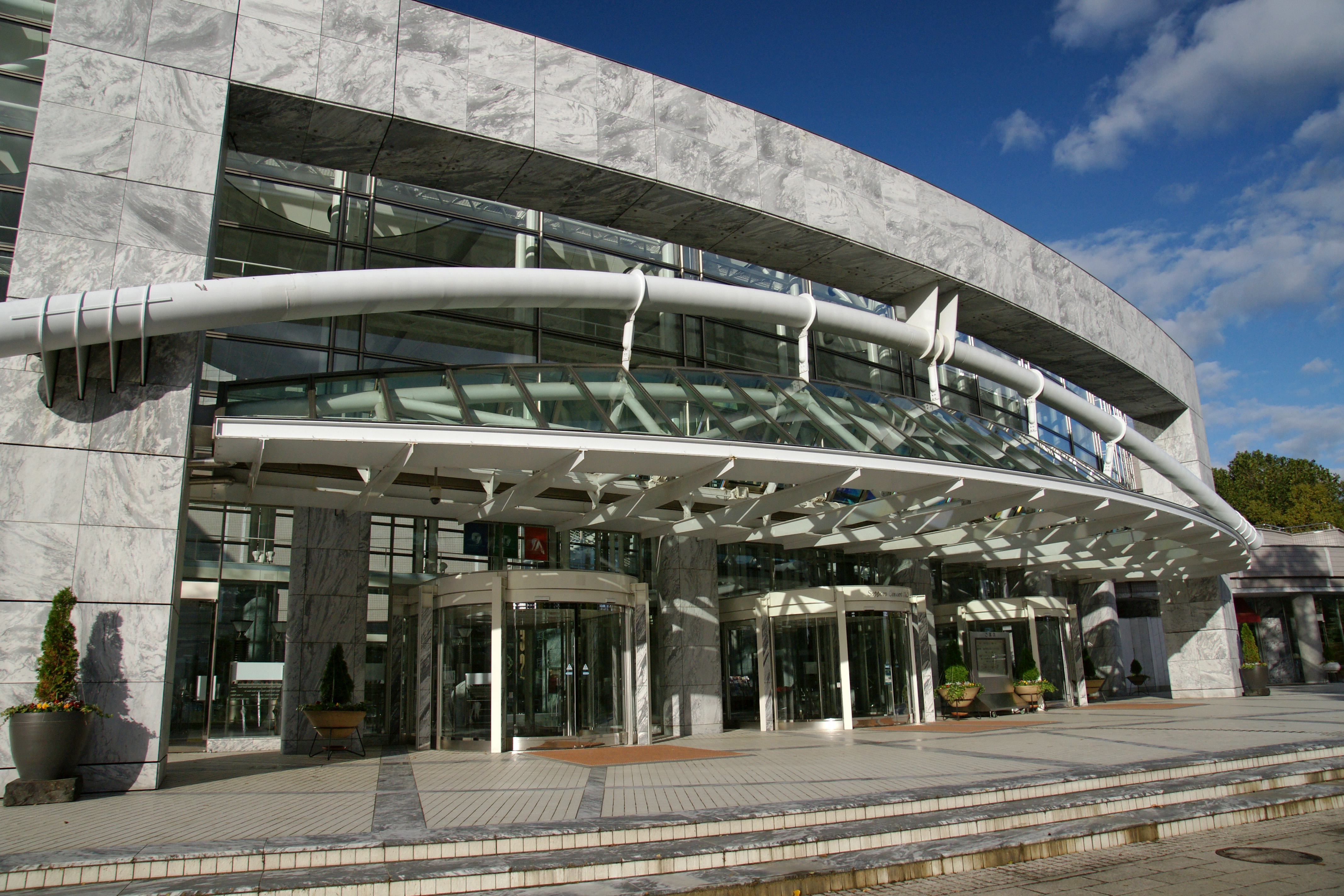
札幌コンサートホールKitara （札幌市中央区）
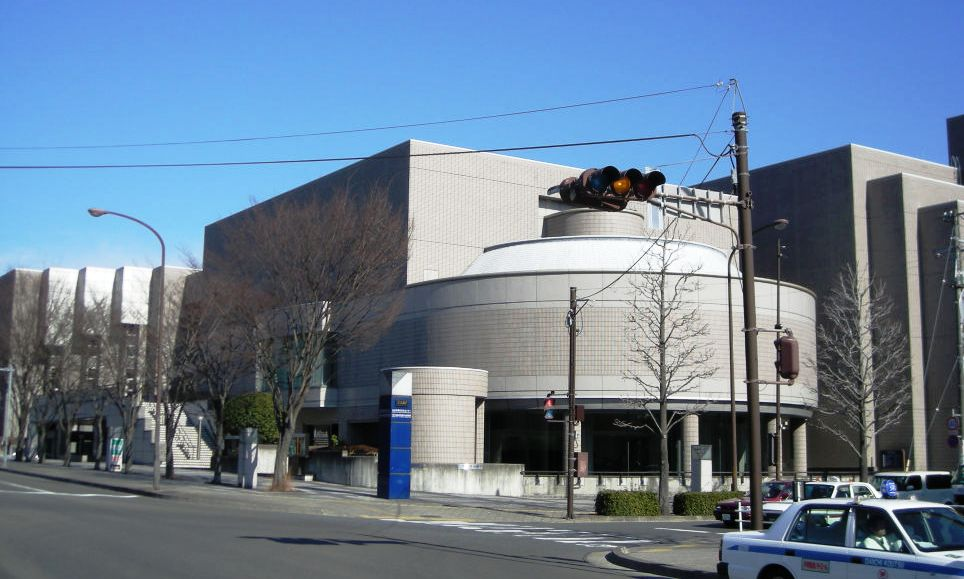
日立システムズホール仙台 （仙台市青葉区）
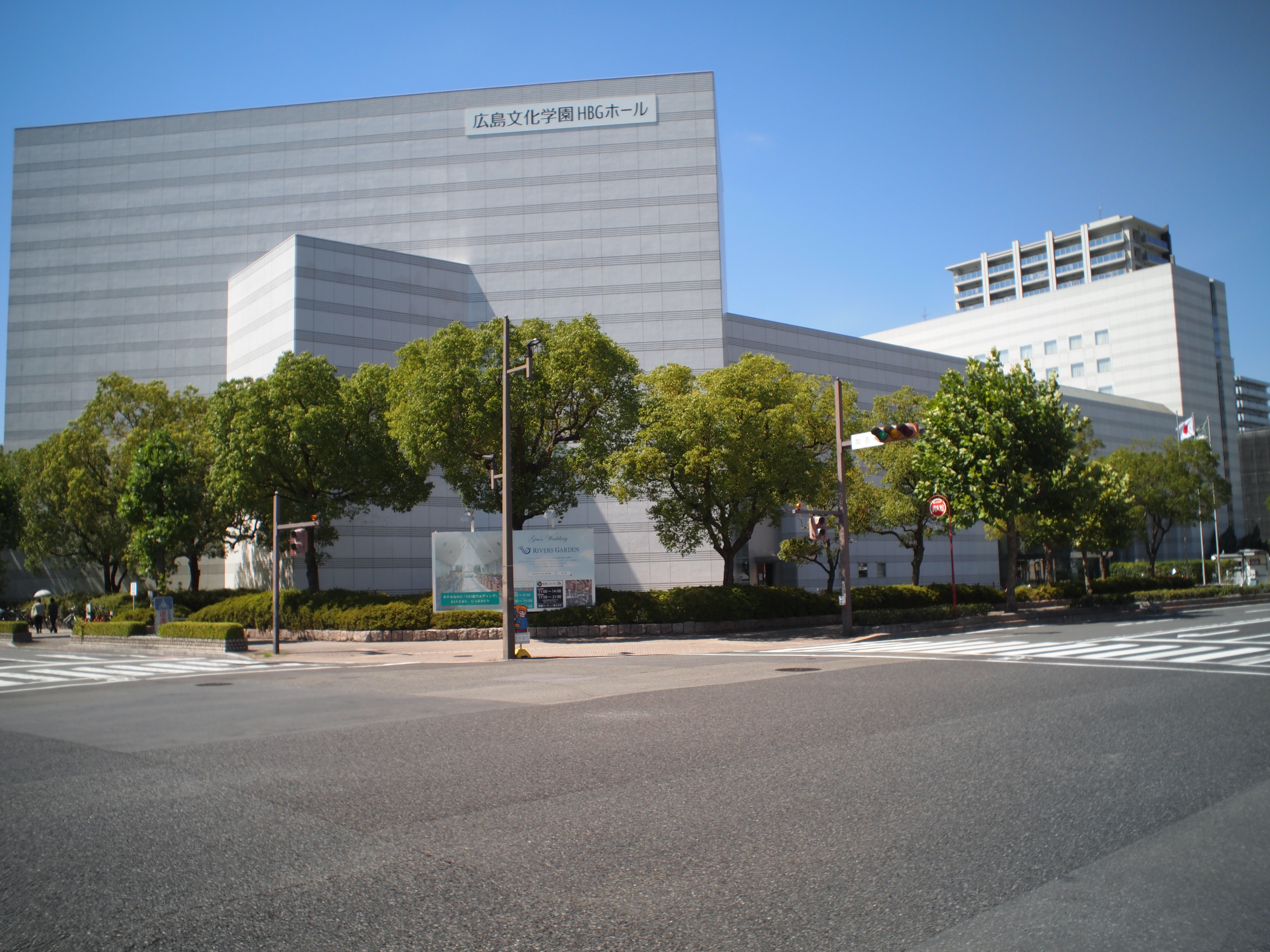
広島市文化交流会館 （広島市中区）
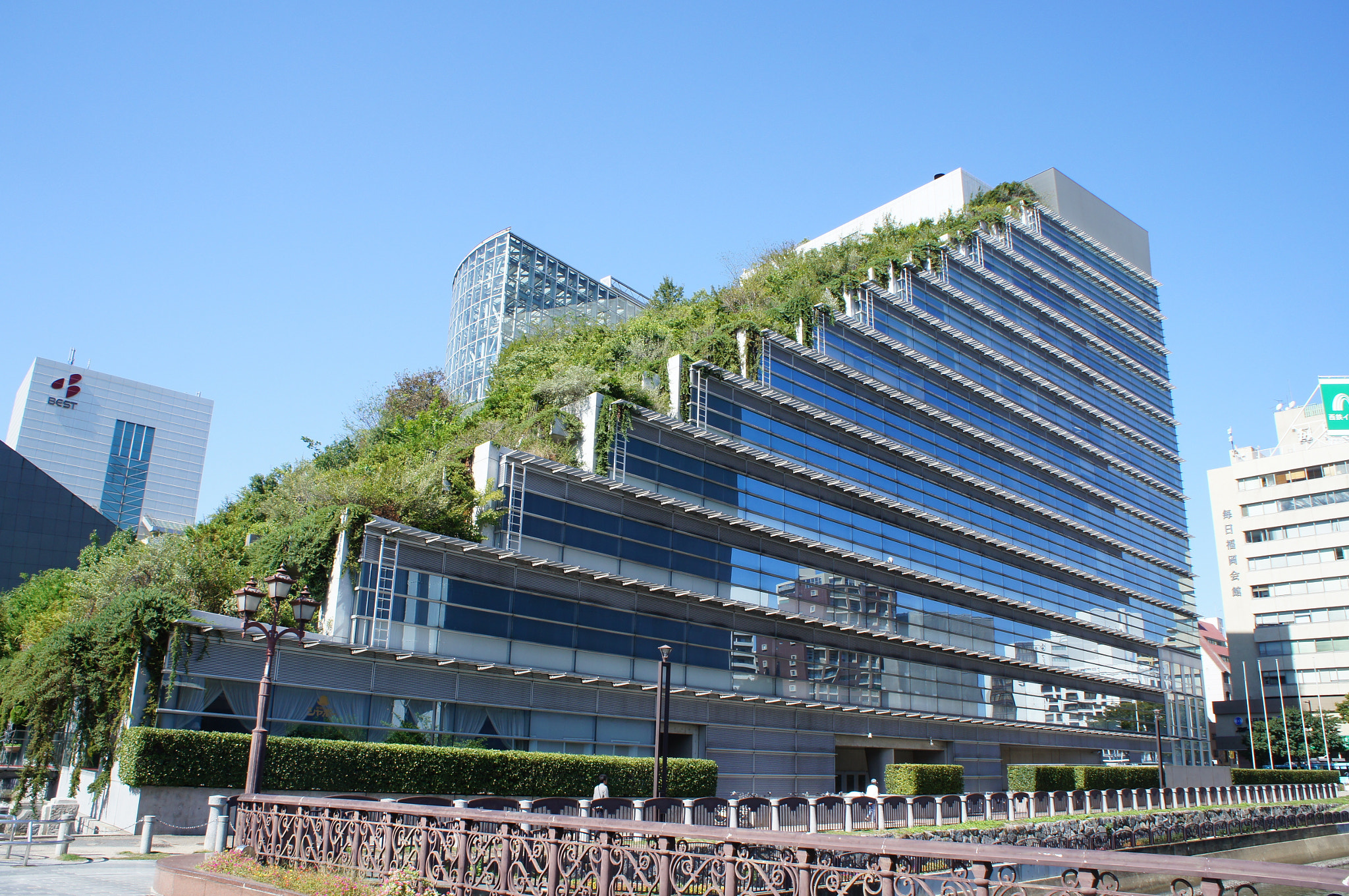
アクロス福岡 （福岡市中央区）

#### 野球

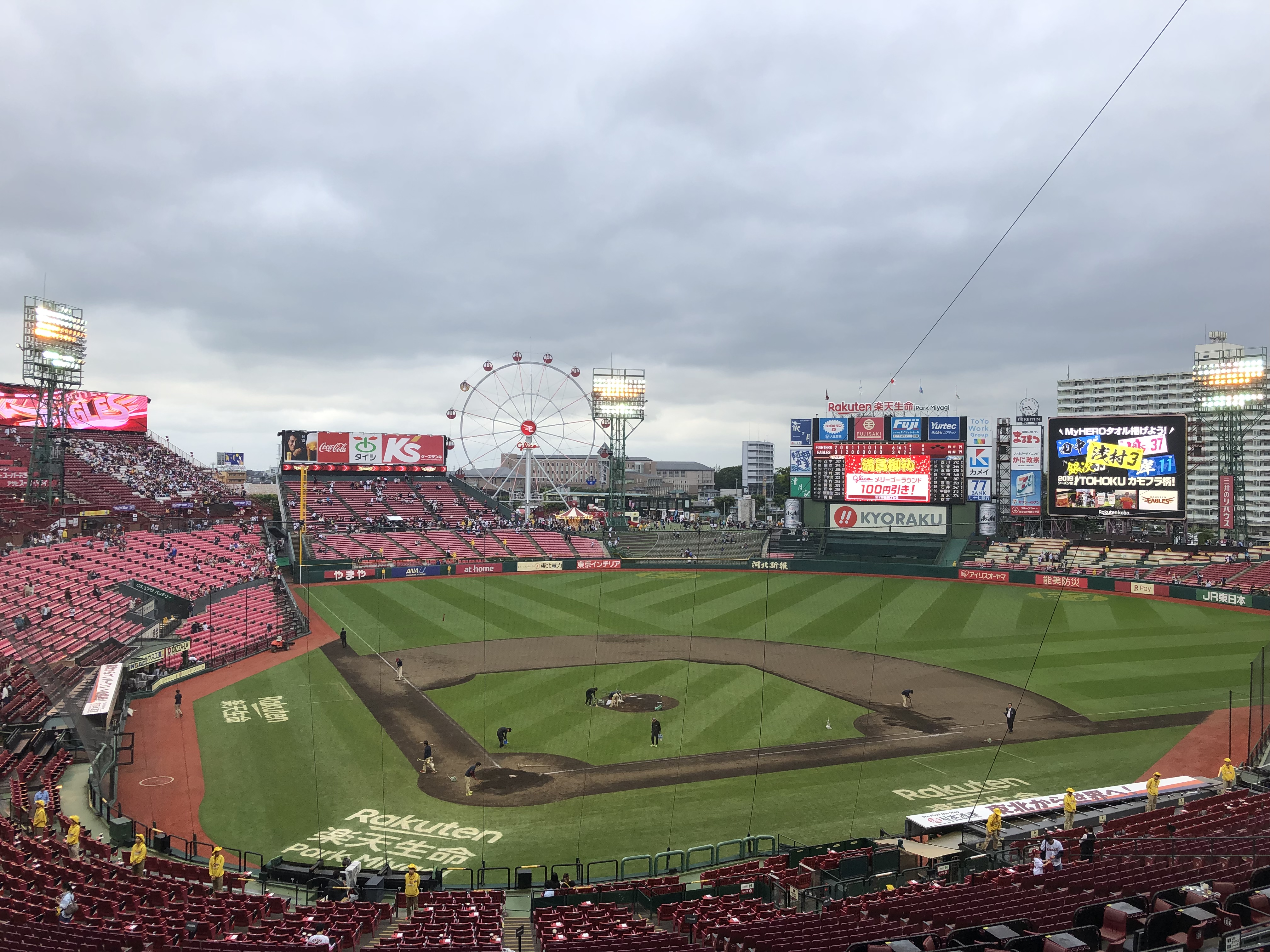
楽天モバイルパーク宮城 （仙台市青葉区）
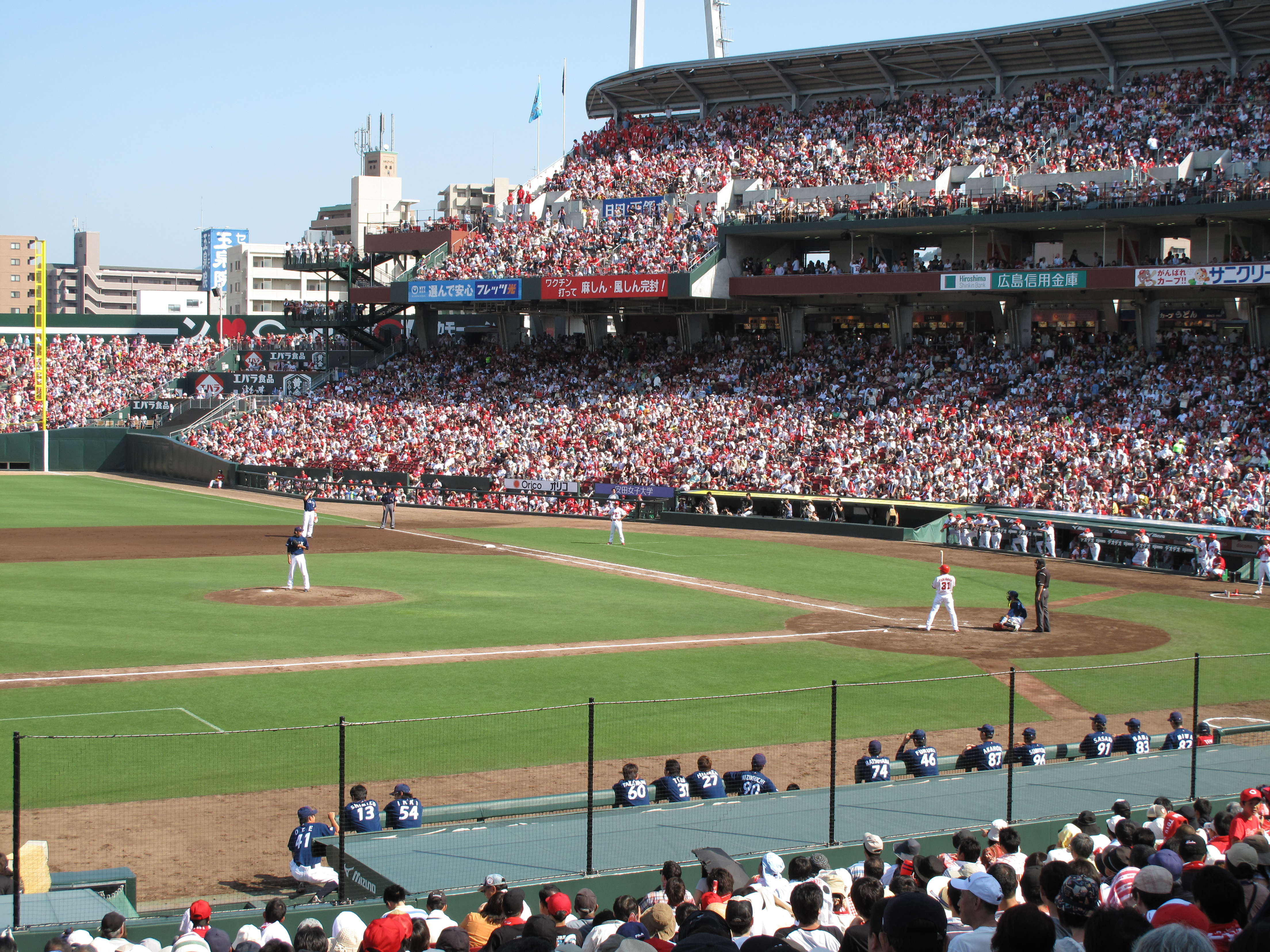
MAZDA Zoom-Zoom スタジアム広島 （広島市南区）
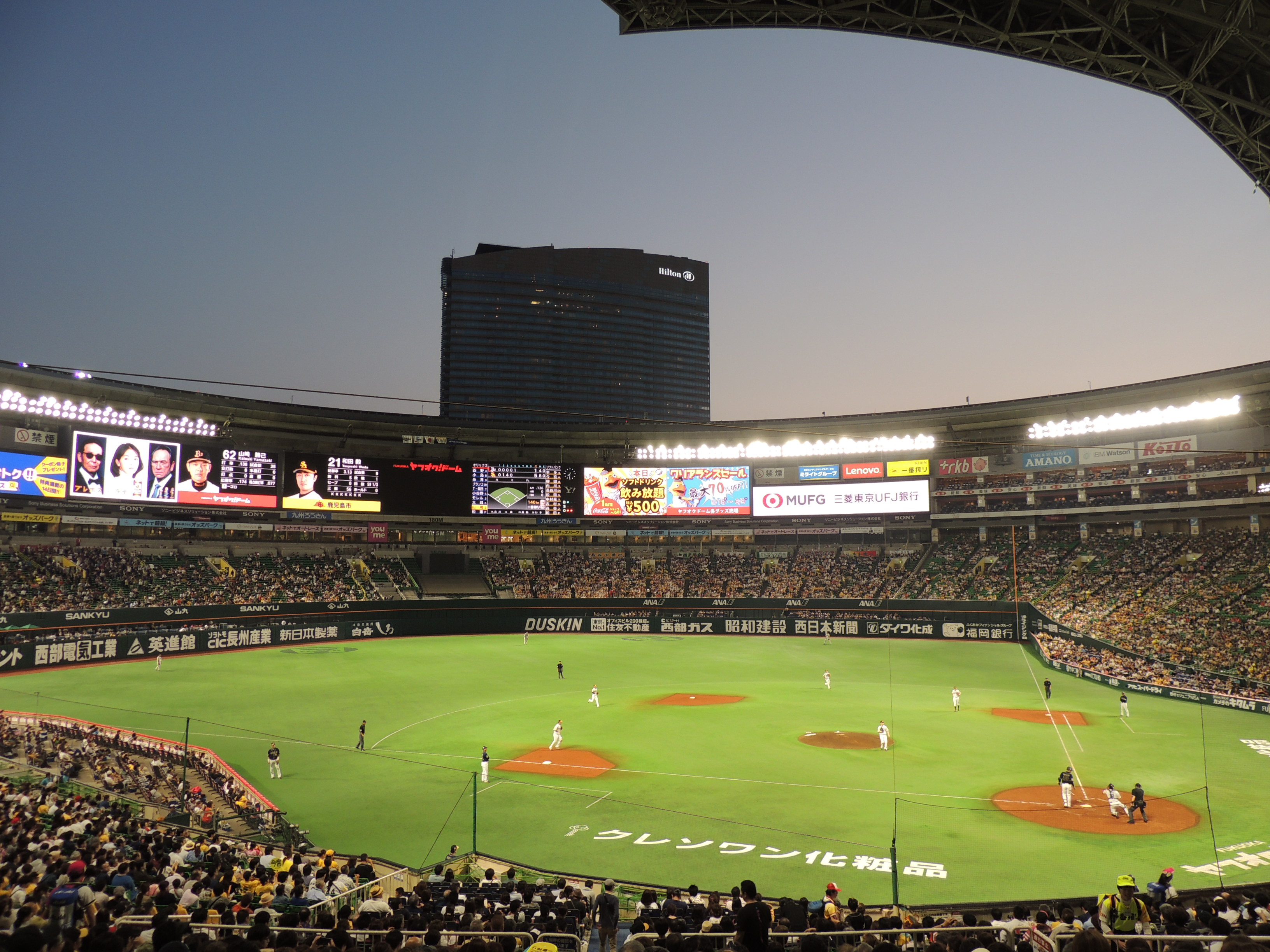
みずほPayPayドーム福岡 （福岡市中央区）

| 都市     | 男子            | 男子  | 男子                                                                                 | 男子             | 男子                                           | 女子                 | 女子                 |
| 都市     | NPB             | NPB   | NPB                                                                                  | 九州アジアリーグ | 九州アジアリーグ                               | 日本女子プロ野球機構 | 日本女子プロ野球機構 |
| 都市     | 本拠とした期間  | セ/パ | 球団名                                                                               | 本拠とした期間   | 球団名                                         | 本拠とした期間       | 球団名               |
| -------- | --------------- | ----- | ------------------------------------------------------------------------------------ | ---------------- | ---------------------------------------------- | -------------------- | -------------------- |
| 札幌市   | 2004年 - 2022年 | パ    | 北海道日本ハムファイターズ                                                           |                  |                                                |                      |                      |
| 仙台市   | 1974年 - 1977年 | パ    | ロッテオリオンズ                                                                     |                  |                                                | 2015年 - 2016年      | 東北レイア →レイア   |
| 仙台市   | 2005年 -        | パ    | 東北楽天ゴールデンイーグルス                                                         |                  |                                                | 2015年 - 2016年      | 東北レイア →レイア   |
| 広島市   | 1950年 -        | セ    | 広島東洋カープ                                                                       |                  |                                                |                      |                      |
| 福岡市   | 1950年          | セ    | 西日本パイレーツ                                                                     |                  |                                                |                      |                      |
| 福岡市   | 1950年 - 1978年 | パ    | 西鉄クリッパース →西鉄ライオンズ →太平洋クラブライオンズ →クラウンライターライオンズ |                  |                                                |                      |                      |
| 福岡市   | 1989年 -        | パ    | 福岡ダイエーホークス →福岡ソフトバンクホークス                                       |                  |                                                |                      |                      |
| 北九州市 |                 |       |                                                                                      | 2022年 -         | 福岡北九州フェニックス →北九州下関フェニックス |                      |                      |

- 楽天モバイルパーク宮城
（仙台市青葉区）
- MAZDA Zoom-Zoom スタジアム広島
（広島市南区）
- みずほPayPayドーム福岡
（福岡市中央区）

#### サッカー
| 都市     | 男子     | 男子                   | 男子    | 男子      | 男子        | 女子                       | 女子     |
| 都市     | Jリーグ  | Jリーグ                | Jリーグ | Jリーグ   | Jリーグ     | WEリーグ                   | WEリーグ |
| 都市     | カテゴリ | クラブ名               | 加盟年  | J1 初昇格 | J1 在籍年数 | クラブ名                   | 加盟年   |
| -------- | -------- | ---------------------- | ------- | --------- | ----------- | -------------------------- | -------- |
| 札幌市   | J2       | 北海道コンサドーレ札幌 | 1998年  | 1998年    | 13年        | -                          |          |
| 仙台市   | J2       | ベガルタ仙台           | 1999年  | 2002年    | 14年        | マイナビ仙台レディース     | 2021年   |
| 広島市   | J1       | サンフレッチェ広島     | 1993年  | 1993年    | 32年        | サンフレッチェ広島レジーナ | 2021年   |
| 福岡市   | J1       | アビスパ福岡           | 1996年  | 1996年    | 14年        | -                          |          |
| 北九州市 | J3       | ギラヴァンツ北九州     | 2010年  | -         | -           | -                          |          |

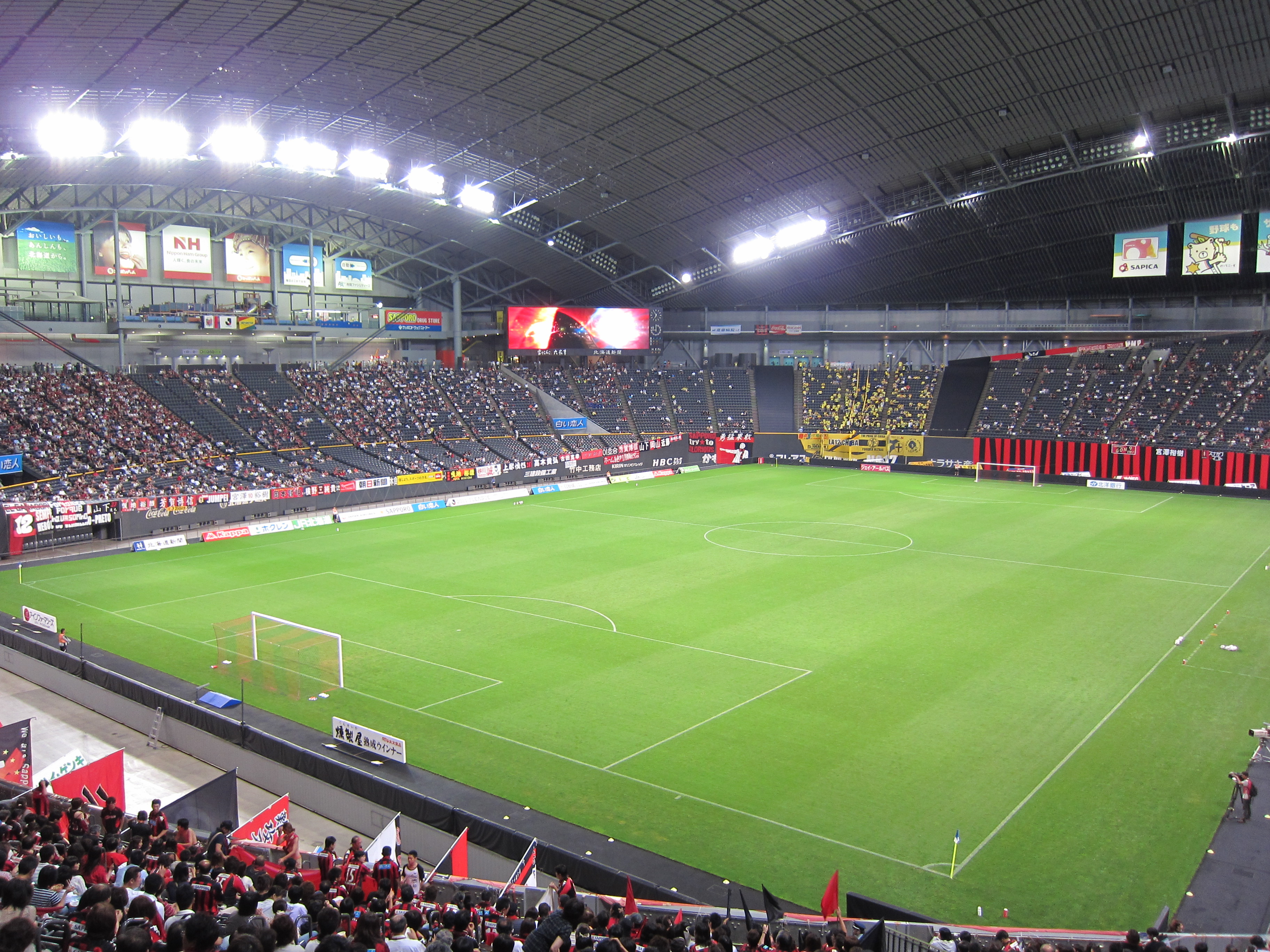
大和ハウス プレミストドーム （札幌市豊平区）
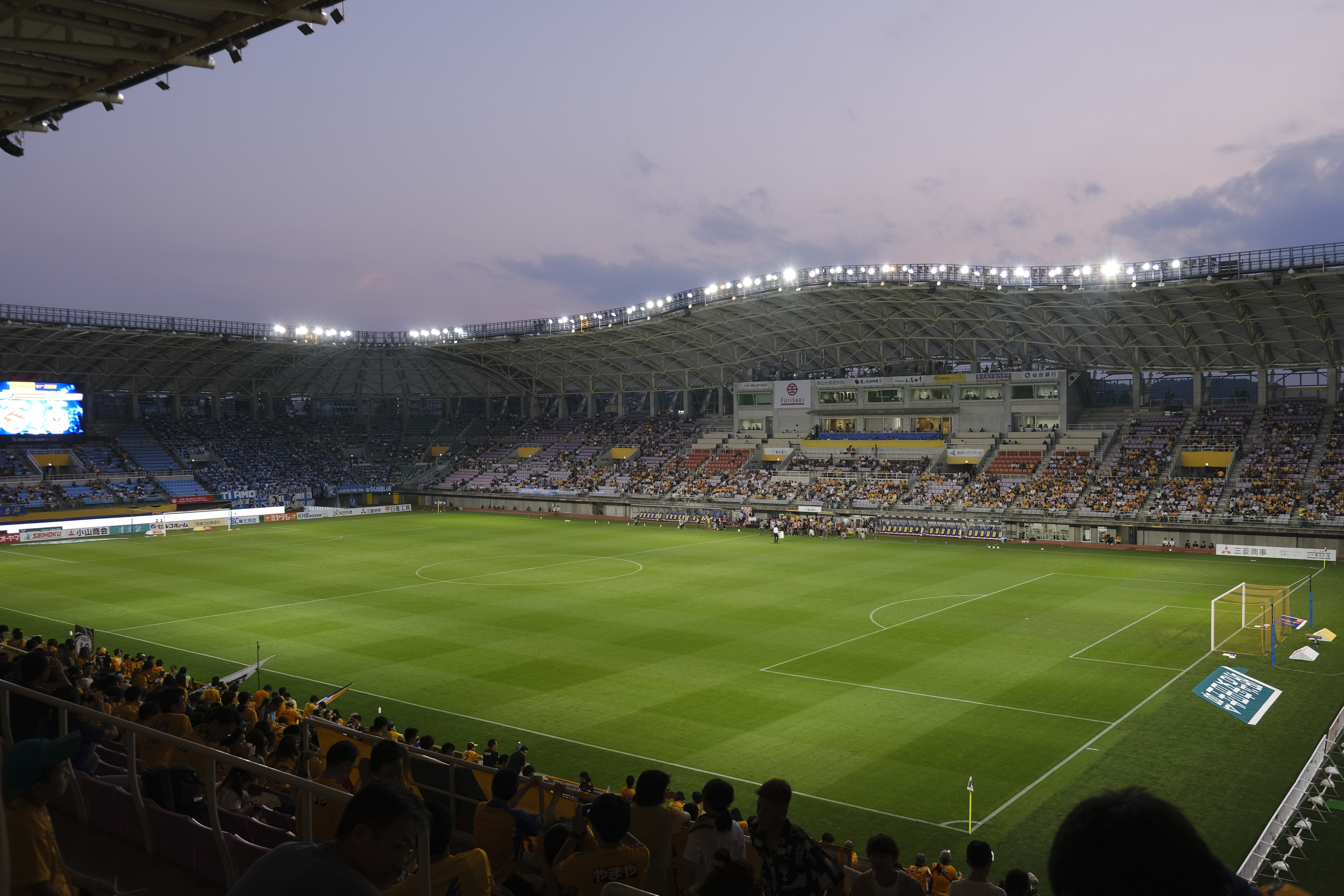
ユアテックスタジアム仙台 （仙台市泉区）
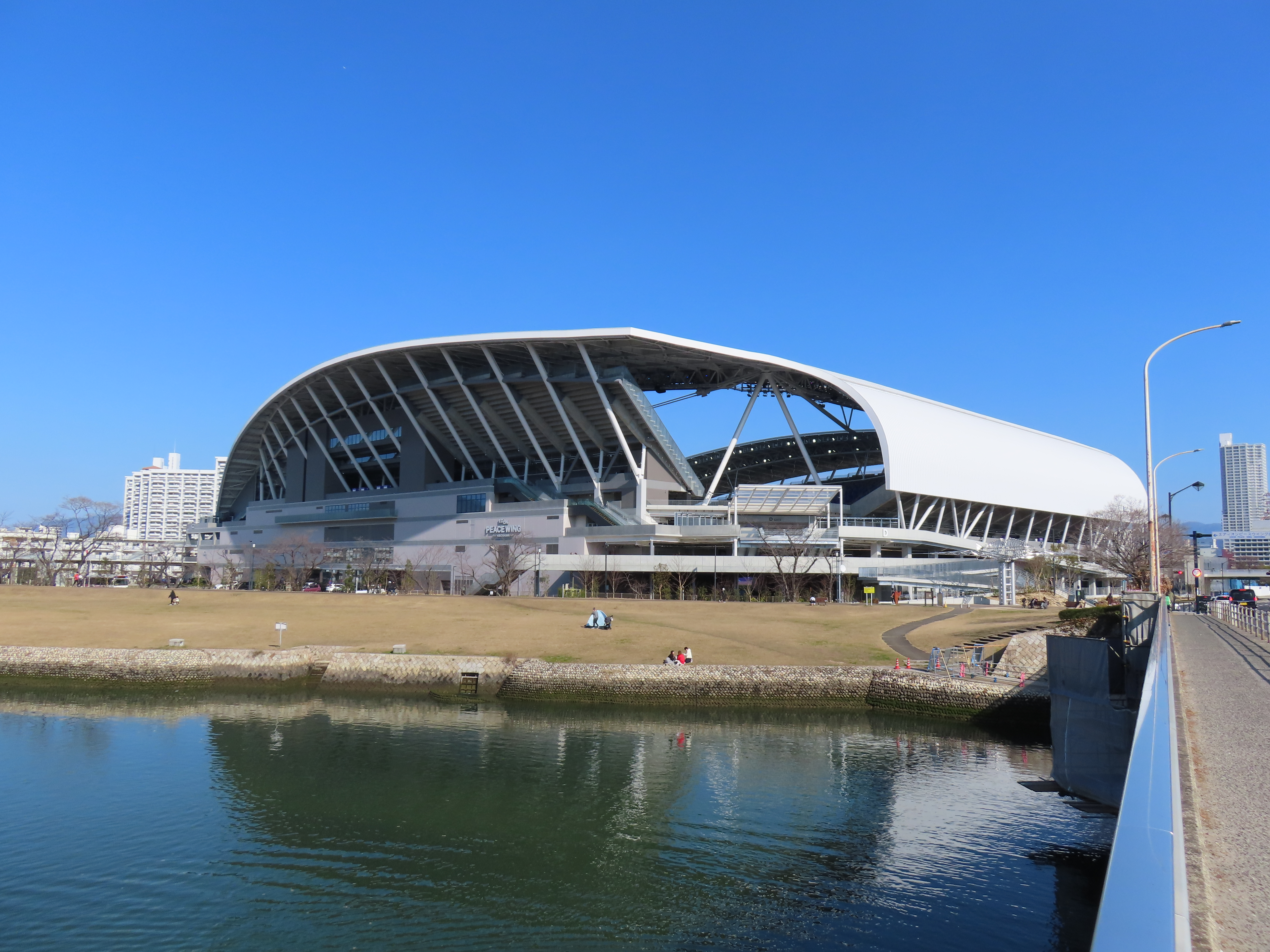
エディオンピースウイング広島 （広島市中区）
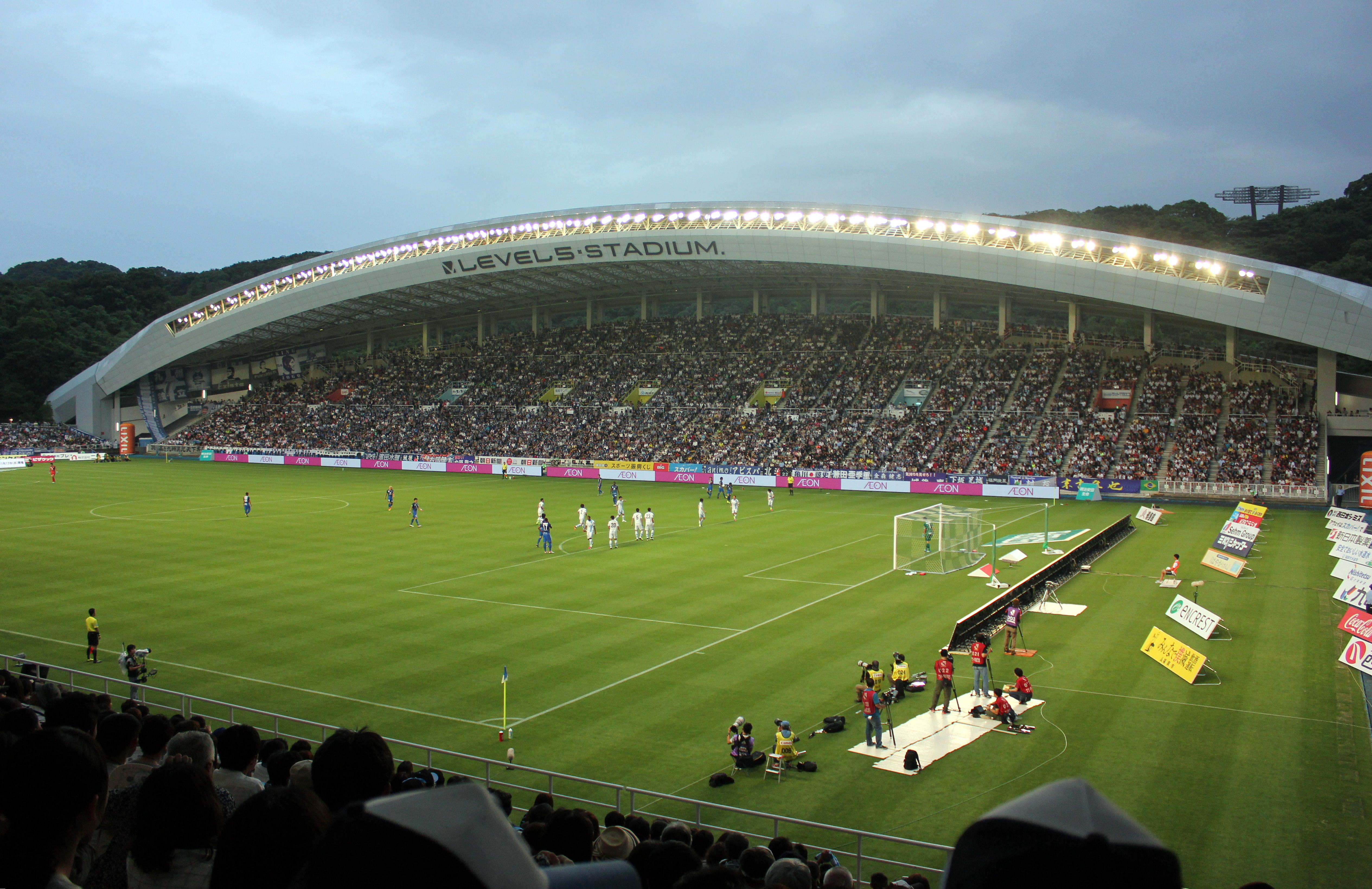
ベスト電器スタジアム （福岡市博多区）

#### バスケットボール
| 都市   | 男子     | 男子                       | 男子    | 男子      | 男子        | 男子     | 男子                 | 男子    |
| 都市   | Bリーグ  | Bリーグ                    | Bリーグ | Bリーグ   | Bリーグ     | 3x3.EXE  | 3x3.EXE              | 3x3.EXE |
| 都市   | カテゴリ | クラブ名                   | 設立年  | B1 初昇格 | B1 在籍年数 | カテゴリ | クラブ名             | 加盟年  |
| ------ | -------- | -------------------------- | ------- | --------- | ----------- | -------- | -------------------- | ------- |
| 札幌市 | B1       | レバンガ北海道             | 2011年  | 2016年    | 9年         | PREMIER  | FUZ HOKKAIDO.EXE     | 2022年  |
| 仙台市 | B1       | 仙台89ERS                  | 2005年  | 2016年    | 4年         | PREMIER  | SENDAI AIRJOKER.EXE  | 2018年  |
| 広島市 | B1       | 広島ドラゴンフライズ       | 2013年  | 2020年    | 5年         | PREMIER  | 3STORM HIROSHIMA.EXE | 2019年  |
| 福岡市 | B2       | ライジングゼファーフクオカ | 2006年  | 2018年    | 1年         |          |                      |         |

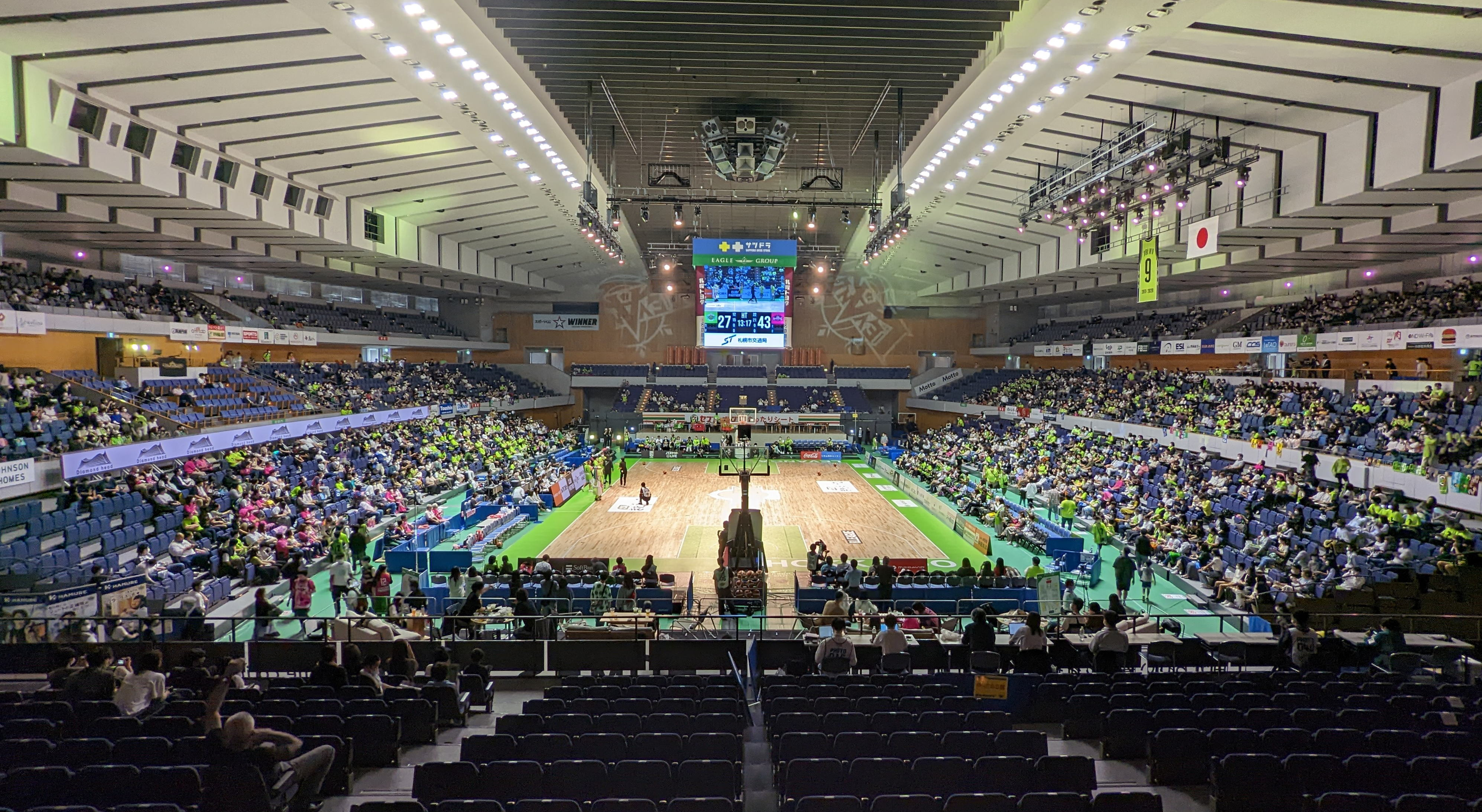
北海きたえーる （札幌市豊平区）
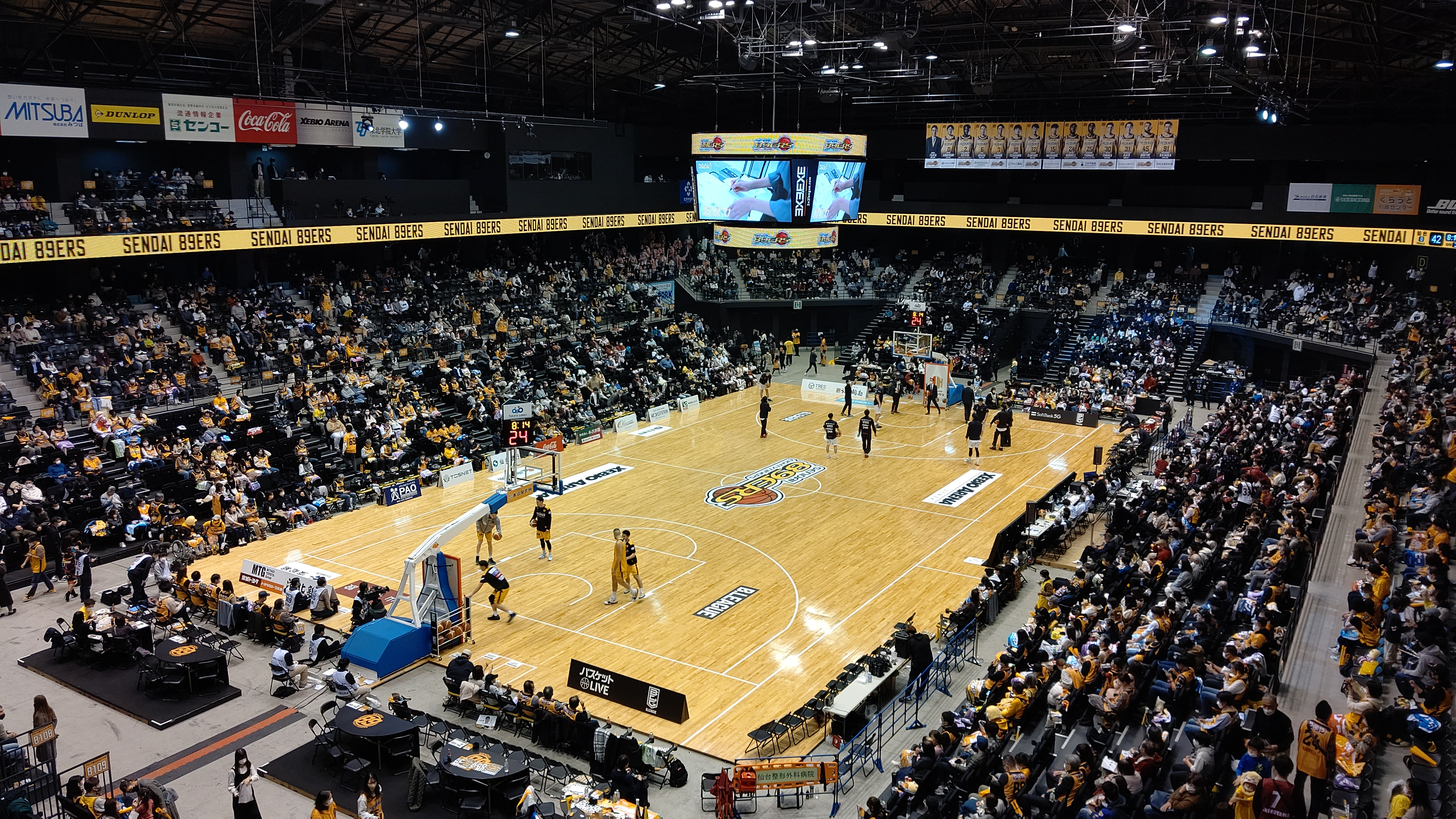
ゼビオアリーナ仙台 （仙台市太白区）
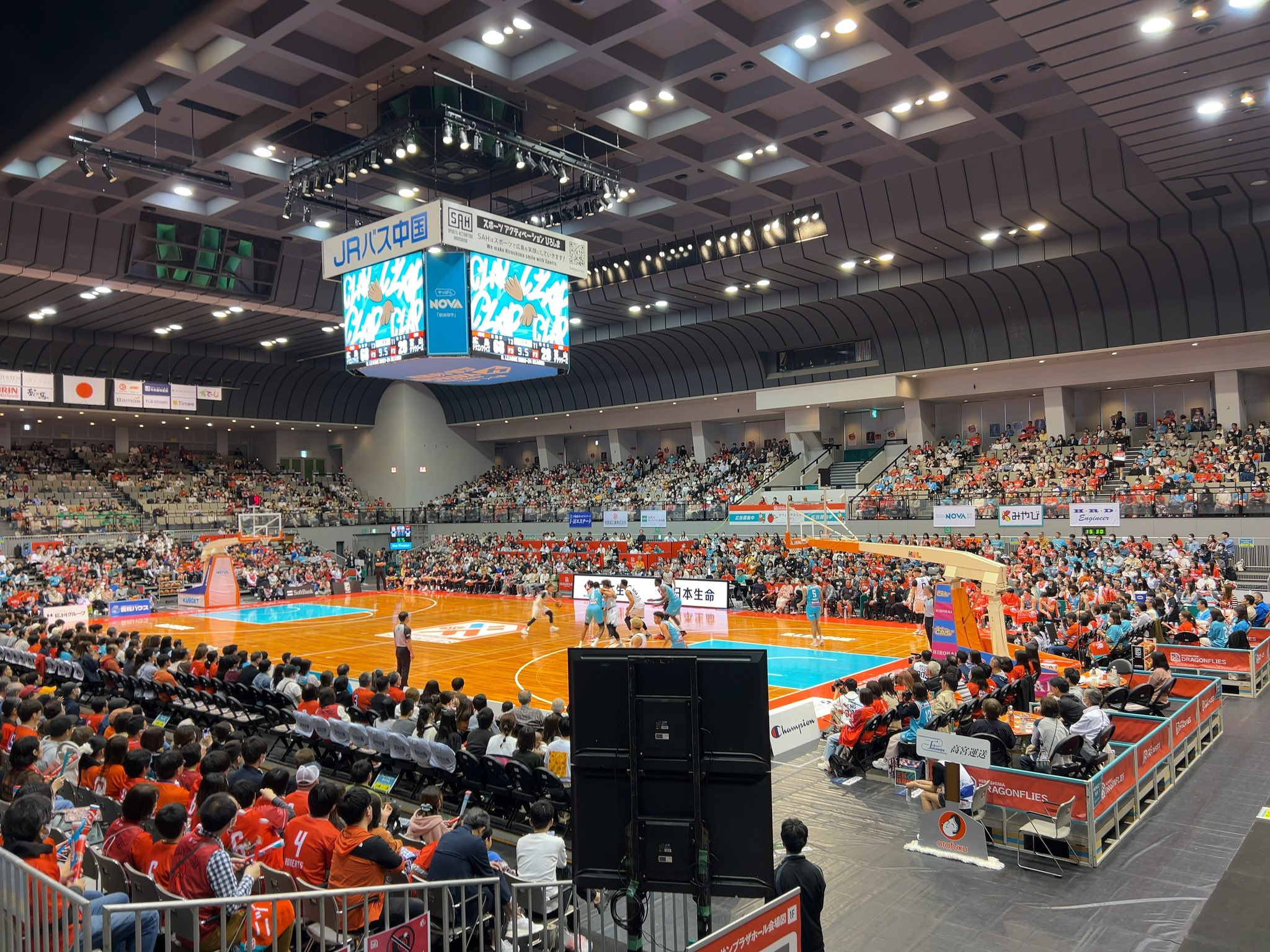
広島サンプラザ （広島市西区）
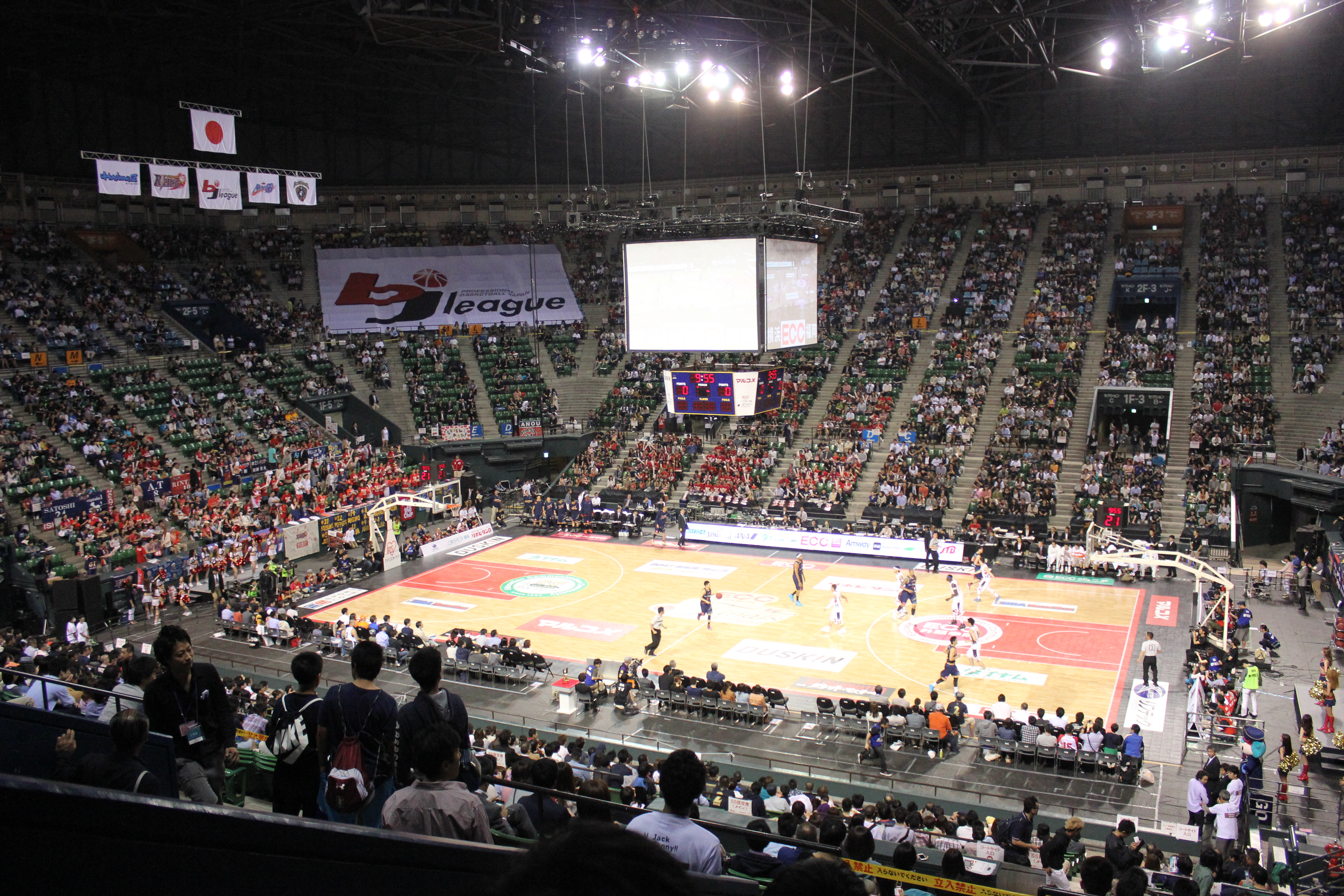
照葉積水ハウスアリーナ （福岡市東区）

### セミプロ・社会人
| 都市                   | 札幌市                         | 札幌市                | 仙台市                   | 仙台市          | 広島市                       | 広島市                | 福岡市                         | 福岡市                |
| 都市                   | チーム名                       | 所属リーグ等          | チーム名                 | 所属リーグ等    | チーム名                     | 所属リーグ等          | チーム名                       | 所属リーグ等          |
| ---------------------- | ------------------------------ | --------------------- | ------------------------ | --------------- | ---------------------------- | --------------------- | ------------------------------ | --------------------- |
| 野球                   | JR北海道硬式野球クラブ         | 日本野球連盟          | JR東日本東北硬式野球部   | 日本野球連盟    | JR西日本硬式野球部           | 日本野球連盟          | KMGホールディングス硬式野球部  | 日本野球連盟          |
| 野球                   | 北海道ガス硬式野球部           | 日本野球連盟          | 七十七銀行硬式野球部     | 日本野球連盟    | 広島鯉城クラブ               | 日本野球連盟          | 西部ガス硬式野球部             | 日本野球連盟          |
| 野球                   |                                |                       | 東北マークス             | 日本野球連盟    | MSH医療専門学校硬式野球部    | 日本野球連盟          |                                |                       |
| フットサル             | エスポラーダ北海道             | F2                    | ヴォスクオーレ仙台       | F2              |                              |                       |                                |                       |
| フットサル             | エスポラーダ北海道イルネーヴェ | WOMEN'S F.LEAGUE      |                          |                 |                              |                       |                                |                       |
| バレーボール           | 北海道イエロースターズ         | V.LEAGUE MEN          | リガーレ仙台             | V.LEAGUE WOMEN  | 広島サンダーズ               | SV.LEAGUE MEN         |                                |                       |
| バレーボール           | アルテミス北海道               | V.LEAGUE WOMEN        |                          |                 | 広島オイラーズ               | V.LEAGUE WOMEN        |                                |                       |
| ハンドボール           |                                |                       |                          |                 | イズミメイプルレッズ広島     | リーグH 女子          |                                |                       |
| ラグビー               |                                |                       |                          |                 | 中国電力レッドレグリオンズ   | リーグワン DIVISION 3 | 九州電力キューデンヴォルテクス | リーグワン DIVISION 2 |
| ラグビー               | マツダスカイアクティブズ広島   | リーグワン DIVISION 3 |                          |                 |                              |                       |                                |                       |
| アメリカンフットボール |                                |                       |                          |                 |                              |                       | PLEIADES福岡SUNS               | X1 SUPER              |
| ホッケー               |                                |                       |                          |                 | コカ・コーラレッドスパークス | さくらリーグ          |                                |                       |
| 卓球                   |                                |                       |                          |                 |                              |                       | 九州カリーナ                   | Tプレミア 女子        |
| バドミントン           |                                |                       | 七十七銀行バドミントン部 | S/Jリーグ 女子  |                              |                       |                                |                       |
| バドミントン           |                                |                       | 東北マークス             | S/JリーグⅡ 男子 |                              |                       |                                |                       |

## 施設・組織など
|                           | 札幌市                        | 仙台市                      | 広島市                     | 福岡市                      |
| ------------------------- | ----------------------------- | --------------------------- | -------------------------- | --------------------------- |
| 高等裁判所                | 札幌高等裁判所                | 仙台高等裁判所              | 広島高等裁判所             | 福岡高等裁判所              |
| 旧帝大・旧官大            | 北海道大学                    | 東北大学                    | 広島大学                   | 九州大学                    |
| 地方銀行 （第一地方銀行） | 北海道銀行                    | 七十七銀行                  | 広島銀行                   | 福岡銀行 西日本シティ銀行   |
| 新聞 (朝刊発行部数)       | 北海道新聞 (約102.5万部)      | 河北新報 (44万7429部)       | 中国新聞 (63万9084部)      | 西日本新聞 (約65.9万部)     |
| 代表駅                    | 札幌駅                        | 仙台駅                      | 広島駅                     | 博多駅                      |
| 地下鉄 （地下鉄認定長）   | 札幌市営地下鉄 (3路線 48.0km) | 仙台市地下鉄 (2路線 28.7km) | 広島高速交通 (1路線 0.3km) | 福岡市地下鉄 (3路線 31.4km) |
| 空港                      | 新千歳空港 丘珠空港           | 仙台空港                    | 広島空港                   | 福岡空港                    |
| 港湾 （貨物取扱量）       | 苫小牧港 (1億560万トン)       | 仙台塩釜港 (3677万トン)     | 広島港 (1192万トン)        | 博多港 (3253万トン)         |